# Backdoor
Backdoor (pol. „tylne drzwi, furtka”) – luka w zabezpieczeniach systemu utworzona umyślnie w celu późniejszego wykorzystania. Backdoor w systemie może być np. pozostawiony przez crackera, który włamał się przez inną lukę w oprogramowaniu (której przydatność jest ograniczona czasowo do momentu jej usunięcia) bądź poprzez podrzucenie użytkownikowi konia trojańskiego.
Backdoor może być również umyślnie utworzony przez twórcę danego programu. Jednym ze znanych błędów podejrzewanych o bycie backdoorem jest „Microsoft Windows Graphics Rendering Engine WMF Format Unspecified Code Execution Vulnerability”.